# Neil Arthur
Neil Arthur, född 15 juni 1958, är sångare i synthpopbandet Blancmange

## Diskografi

### Soloalbum
- 1994 Suitcase